# Ailill mac Máta
Ailill mac Máta, chiamato anche  Aillell o Oilioll (... – ...), è stato re del Connacht e marito di Medb nel Ciclo dell'Ulster della mitologia irlandese.
Era il padrone del fertile toro dalle corna bianche del Connacht, chiamato Finnbhennach. Sebbene il toro fosse nato nella mandria di Medb, la leggenda dice che l'animale pensò che appartenere a una donna fosse meno dignitoso che essere di un uomo e che quindi scelse di appartenere ad Ailill. Allora Medb iniziò il Táin Bó Cúailnge per rubare il fertile toro dell'Ulster, Donn Cúailnge.
Fu ucciso da Conall Cernach, su suggerimento di Medb, come vendetta per la morte di Fergus mac Róich. Ailill era padre di Findabair, che ebbe da Medb.